# Pseudo-Dionysios Areopagita
Pseudo-Dionysios Areopagita är beteckningen på en kristen mystiker som levde i början av 500-talet och skrev ett antal kända texter. I dessa texter utger sig författaren för att vara identisk med Dionysios Areopagita (grekiska: Διονύσιος ὁ Ἀρεοπαγίτης, Dionysios på Areopagen), som omtalas i Apostlagärningarna 17:34 där det framställs att han omvänds av aposteln Paulus. Verket är alltså ett exempel på pseudepigrafi. Vem författaren verkligen var är okänt.
Pseudo-Dionysios teologi är starkt mystisk och nyplatonsk. Han delar in världen i olika andliga hierarkier där Gud är den högsta hierarkin som är källan till allt och därför står över allt – till och med existens och icke-existens. Texterna fick genom Johannes Scotus Erigenas latinska översättning på 800-talet inflytande på västeuropeisk skolastik och har starkt influerat Thomas av Aquino.

## Skrifter
- Dionysios Areopagita (2017). Paradoxernas Gud: verk i urval. Skellefteå: Artos. ISBN 9789177770053